# Supervuoto Locale Settentrionale
Il Supervuoto Locale Settentrionale è una regione dello spazio enorme e quasi vuota, quindi priva di galassie. È situata tra i superammassi della Vergine, della Chioma e di Ercole. Contiene pochi e piccoli sistemi di galassie e ammassi di galassie, ma è praticamente vuota.
Il centro del vuoto si trova a 61 megaparsec (circa 200 milioni di anni luce) dalla Terra.